# 蒙日夫赖
蒙日夫赖（法語：Montgivray，法語發音：[mɔ̃ʒivʁɛ] ⓘ）是法国安德尔省的一个市镇，位于该省东南部，属于拉沙特尔区。

## 地理
蒙日夫赖（46°36'12"N, 1°58'57"E）面积25.48 平方千米，位于法国中央-卢瓦尔河谷大区安德尔省，该省份为法国中部省份，北起卢瓦-谢尔省，西北接安德尔-卢瓦尔省，西南接维埃纳省，南至克勒兹省和上维埃纳省，东临谢尔省。
与蒙日夫赖接壤的市镇（或旧市镇、城区）包括：拉沙特尔、拉克、卢鲁埃圣洛朗、勒马尼、诺昂-维克、萨尔宰。

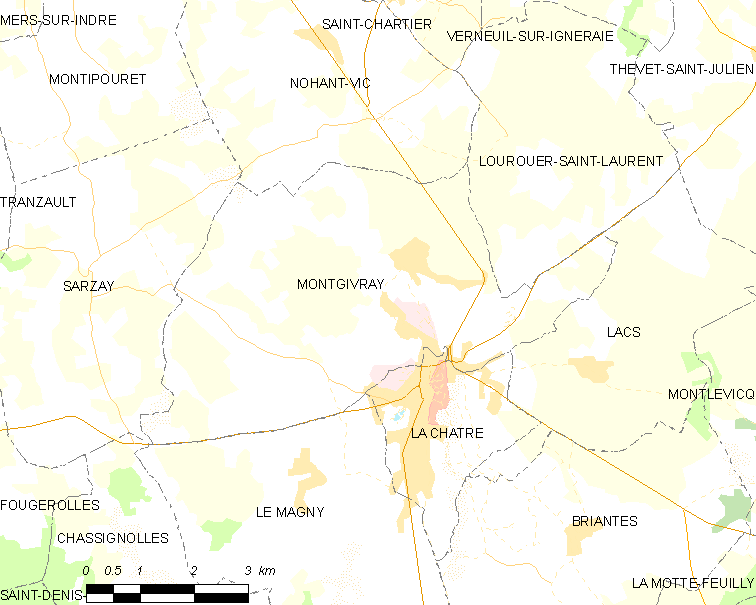
蒙日夫赖的OSM定位图

蒙日夫赖的时区为UTC+01:00、UTC+02:00（夏令时）。

## 行政
蒙日夫赖的邮政编码为36400，INSEE市镇编码为36127。

## 政治
蒙日夫赖所属的省级选区为讷维圣塞皮尔克县。

## 人口

1962-2008年间蒙日夫赖人口变化图示

蒙日夫赖于2022年1月1日时的人口数量为1557人。